# الكتيبة الثانية والثلاثون (أستراليا)
الكتيبة الثانية والثلاثون كتيبة مشاة تابعة للجيش الأسترالي، والتي خدمت خلال الحرب العالمية الثانية. تشكلت الكتيبة في يونيو 1940 من القوات الأسترالية الفائضة التي أرسلت إلى المملكة المتحدة بعد وقت قصير من سقوط فرنسا، وتم تسمية الكتيبة في الأصل "الكتيبة 71"، قبل إعادة تشكيلها. بعد الانتهاء من التدريب في المملكة المتحدة، خدمت الكتيبة الثانية في شمال أفريقيا في 1941-1942 كجزء من اللواء 25، الذي تم تكليفه للفرقة التاسعة، قبل ضمه في اللواء 24. في أوائل عام 1943، عادت الكتيبة إلى أستراليا وذهبت بعد ذلك في حملات ضد اليابانيين في غينيا الجديدة في 1943-1944 حوالي لاي وعلى شبه جزيرة هون، وفي بورنيو، الهبوط على ابوان في منتصف عام 1945، قبل أن يتم حلها في عام 1946 . 

## ضباط القيادة
خدم الضباط التاليون كقادة للوحدة في 2/32:  
- اللفتنانت كولونيل ألونزو سيدني كليف سباركس (1940-1941) ؛
- المقدم ريموند كيث أندرسون (1941) ؛
- المقدم كولونيل توماس مايو Mayroy (1941-1942) ؛
- المقدم ديفيد أدي وايتهيد (1942).
- المقدم جون والتر بالفي (1942) ؛ و
- اللفتنانت كولونيل توماس هنري سكوت (1942-1945).